# Lorreinenklooster (Brussel)

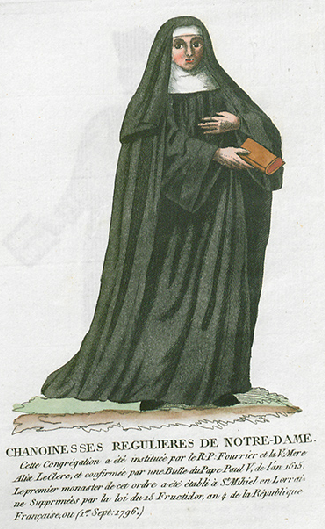
Lorreinenzuster in habijt. De guimpe die ze onder hun sluiers droegen, was een stijve bef met kap die schouders, kin en oren bedekte.

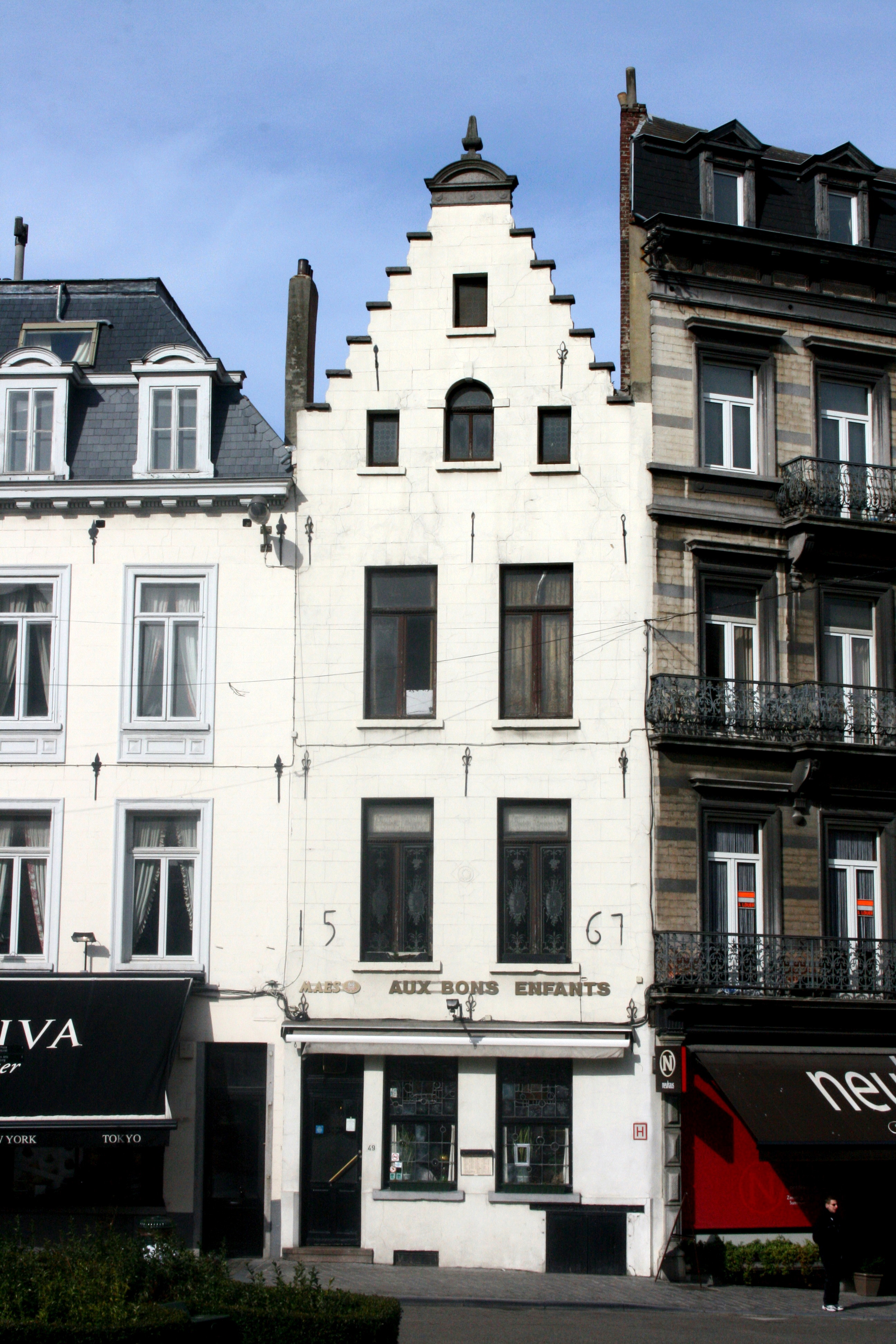
Het opbrengshuis rechts van de trapgevel staat waarschijnlijk op de plaats van de vroegere lorreinenkapel.

Het lorreinenklooster van Brussel bestond van 1643 tot 1787. De dames de Lorraine, gevestigd aan de Zavel, gaven meisjesonderwijs aan internen en externen. Ook konden 'seculiere dames' bij hen verblijven.

## Geschiedenis
De lorreinen behoorden tot de congregatie van Onze-Lieve-Vrouw, begonnen door Alix Le Clerc in Mattaincourt (1598). Ze arriveerden in de Spaanse Nederlanden als gevolg van de Dertigjarige Oorlog, die Lotharingen zwaar trof. De Fransen bezetten het hertogdom in 1633, waarop prinses Henriette de Lorraine (1605-1660) haar toevlucht zocht in Gent. Ze werd er vervoegd door de overste van het lorreinenklooster van Saint-Nicolas-de-Port en twee zusters. Het drietal volgde Henriette toen die het volgende jaar naar Brussel ging. Na de overkomst van andere lorreinen openden ze vanaf 1640 een school in de hoofdstad. Ze kregen echter geen toestemming van de autoriteiten om een klooster op te richten.
De Staten van Brabant gingen als eersten overstag in 1649, vier jaar later gevolgd door het kapittel van Sint Goedele en pas in 1660 door aartsbisschop Andreas Creusen. Rond 1655 had een groot deel van de zusters Brussel verlaten om een nieuwe Parijse stichting te bevolken. Ze werden vervangen door lorreinen uit de Luxemburgse vestiging. Het Valencijnse klooster Notre-Dame des Anges plaatste zich in 1666 als dochterhuis onder de Brusselse lorreinen. Die hadden zich na twee verhuizingen in 1664 definitief geïnstalleerd aan de Rollebeekstraat. Bij hun klooster bouwden ze in 1682 een kapel waarvan de gevel uitgaf op het Zavelplein.
Weldoener Martin Robyns liet de lorreinen in 1750 bij testament een jaarrente na. De zusters moesten zijn 'morin' in huis nemen (een dienster of vrijgelaten slavin?) en kregen bij de jaarmissen voor zijn familieleden elk een halve pint wijn, plus wat de overste daarbovenop zou toestaan. Vanaf de eerste periode van moeder Nicaise kwamen signalen naar buiten van uit de hand lopend drankgebruik en disciplinaire problemen. Regelmatig was er sprake van zusters die drank binnen het klooster smokkelden, waarvoor ze zelfs misgerei verkochten, en in 1752 was er een losbandige scène in de bezoekruimte. De slotregels werden met voeten getreden, terwijl seculiere dames mannen ontvingen op hun kamer.
De schulden van de lorreinen liepen in 1764 op tot 35.000 florijnen. Vishandelaar Jan Rombauts liet hen gerechtelijk veroordelen wegens onbetaalde leveringen. De Raad van Financiën en de Geheime Raad kwamen eraan te pas om advies te geven over de schuldsanering. Ze deden de aanbeveling om het klooster te laten uitdoven en de zusters onder te brengen bij een welvarender klooster. Kardinaal Frankenberg volgde dit voorstel en legde de lorreinen in 1769 verbod op om nog novicen te aanvaarden. In ruil verkreeg hij van landvoogd Karel van Lorreinen subsidie voor herstellingen aan hun aftakelende school.
Hoewel de lorreinen als onderwijsinstelling geen last hadden van de kloosterafschaffingen van 1783, vroegen ze de regeringsraad drie jaar later, onder de last van hun schulden, om steun te geven of hen op te heffen. Het werd dat laatste. Nadat de keizerlijke commissarissen hen op 23 maart 1787 de beslissing hadden gemeld, ging de gemeenschap uiteen. Slechts een drietal zusters lijkt elders het kloosterleven te hebben verdergezet. De gebouwen aan de Rollebeekstraat en Strostraat zijn afgebroken bij de aanleg van de Lebeaustraat en bij de bouw van opbrengsthuizen.

## Personeel en bezetting
De initiële bezetting van zeven zusters in 1643 groeide aanvankelijk langzaam, maar bereikte toch achttien in 1692. Hun aantal nam af tot dertien in 1732 om dan weer te stijgen tot achttien in 1755. Behalve de zusters en hun twee bedienden woonden in dat jaar 26 andere personen in het klooster (kostschoolmeisjes en seculiere dames met hun kamervrouwen). In 1769 was het aantal interne leerlingen opgelopen tot veertig. Doorheen de jaren lag hun gemiddelde iets boven de dertig, waarbij slechts enkelen gebruik maakten van de mogelijkheid tot halfpension. Vanaf 1772 raakte de school uit de gratie. Door het novicenverbod vielen de zusters terug naar veertien in 1781 en dertien bij de sluiting.
De rekrutering van de lorreinen in de tweede helft van de 18e eeuw gebeurde voor een kwart bij geboren Brusselessen. Ongeveer de helft kwam uit het hertogdom Brabant, en met Henegouwen en Vlaanderen erbij was bijna driekwart van de bezetting gedekt. Dit betekent dat de gemeenschap ook uit verre streken kon rekruteren. Ruim een tiende van de zusters was zelfs afkomstig van honderd kilometer en verder (Frankrijk, Oostenrijk).

## Oversten
- Françoise Frische (1650-1675)
- Agnès Renckendael (1675-1678)
- Françoise Frische (1678-1682)
- Françoise Englebert (1683-1692)
- Françoise Frische (1692-1694)
- Josèphe Feller (1694-1697)
- Euphroisine Remy (1697-1700)
- Séraphine Nicaise (1734-1746)
- Claire de Onate (1746-1749)
- Séraphine Nicaise (1749-1766)
- Joséphine Henault (1766-1778)
- Xavier Rose de Beelen Bertholf (1778-1781)
- Joséphine Henault (1781-1787)

## Voetnoten
1. ↑  Place du Grand Sablon, 49, Bruxelles (Société Royale d'Archéologie de Bruxelles). Gearchiveerd op 9 juni 2023.
2. ↑  Het ontbindingsdecreet dateert van 30 maart 1787, zie: André Tihon, "Les religieuses en Belgique du XVIIIe au XXe siècle. Approche statistique" in: Belgisch Tijdschrift voor Nieuwste Geschiedenis, 1976, nr. 1-2, p. 12 n. 35